# CK Banská Bystrica
CK Banská Bystrica is een wielerclub uit Banská Bystrica, Slowakije. De club komt vanaf 2014 met een eigen wielerploeg uit in de Continentale circuits van de UCI. Jan Malachovsky is de manager van de ploeg.
De club heeft zijn oorsprong in 1970, toen het als Lokomotiva Banská Bystrica ontstond. In 2000 ontstond de huidige constructie met de oprichting van een gesponsorde wielerteam, eerst CK Červený Rak genaamd naar de sponsor, en later CT Banská Bystrica (Cycling Team) genoemd.

## Samenstellingen

### 2014
| Naam              | Geboortedatum     | Nationaliteit | Ploeg 2013         |
| ----------------- | ----------------- | ------------- | ------------------ |
| Karol Badura      | 14 januari 1990   | Slowakije     | Neo                |
| Lukáš Batora      | 17 september 1985 | Slowakije     | Dukla Trenčín Trek |
| Miroslav Debnar   | 21 april 1983     | Slowakije     | Neo                |
| Jakub Debnar      | 20 oktober 1985   | Slowakije     | Neo                |
| Martin Frano      | 3 mei 1978        | Slowakije     | Neo                |
| Tomáš Harag       | 11 september 1995 | Slowakije     | Neo                |
| Martin Haring     | 24 december 1986  | Slowakije     | Neo                |
| Matej Kubciczky   | 21 december 1989  | Slowakije     | Neo                |
| Jozef Palcak      | 17 december 1987  | Slowakije     | Neo                |
| Rudolf Rusina     | 21 mei 1982       | Slowakije     | Neo                |
| Radovan Siftar    | 20 januari 1987   | Slowakije     | Neo                |
| Radoslav Stefanik | 30 juni 1989      | Slowakije     | Neo                |
| Jakub Vanco       | 31 oktober 1994   | Slowakije     | Neo                |
| Ivan Viglasky     | 12 mei 1985       | Slowakije     | Neo                |
| Roman Zrelica     | 23 maart 1985     | Slowakije     | Neo                |